# Давлетово (Абзеліловський район)
Давле́тово (рос. Давлетово, башк. Дәүләт) — село (у минулому присілок) у складі Абзеліловського району Башкортостану, Росія. Адміністративний центр Давлетовської сільської ради.
Населення — 941 особа (2010; 819 в 2002).
Національний склад:
- башкири — 88%